# Orientalismo

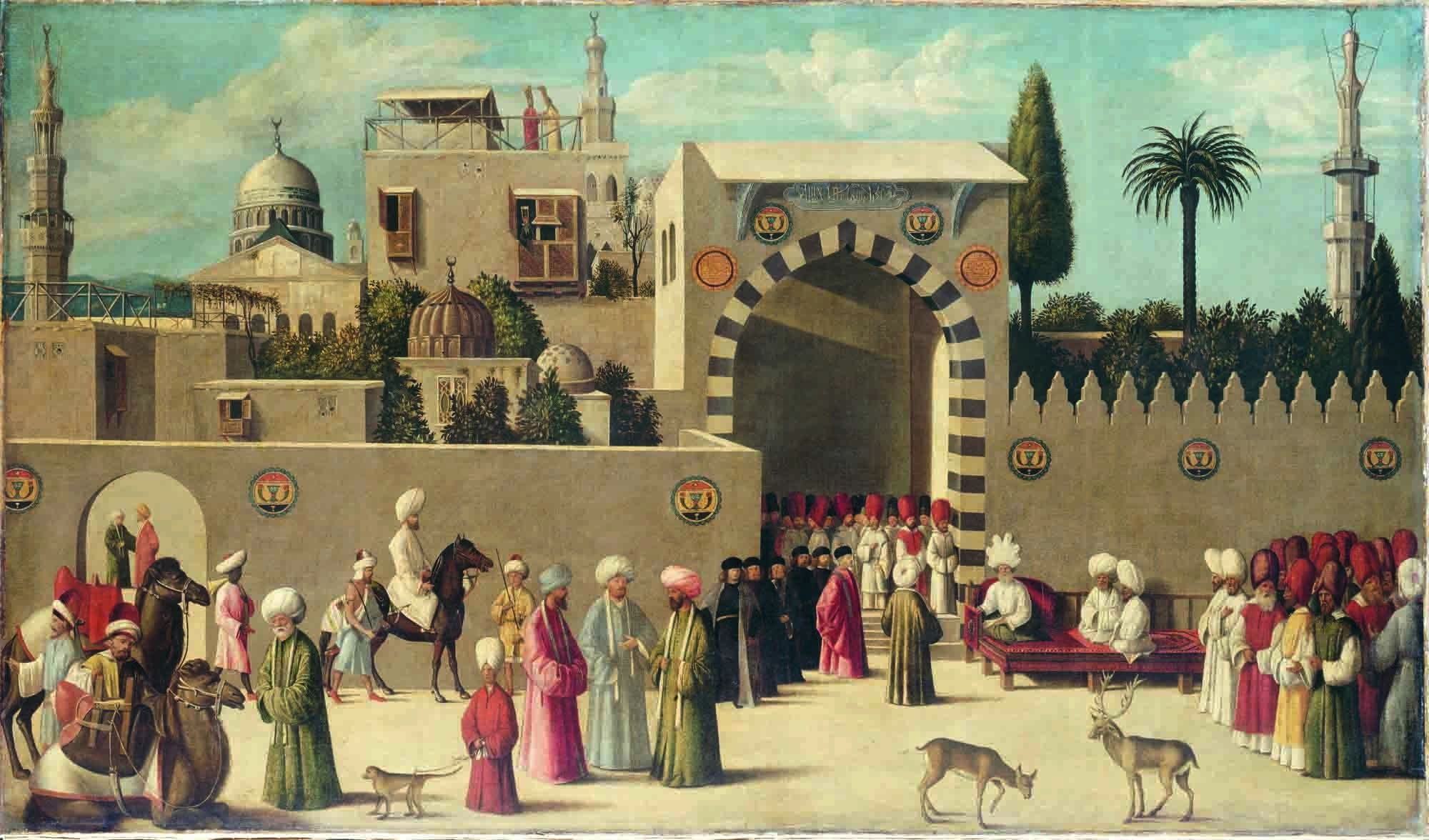
Pintura orientalista veneciana anónima, La recepción de los embajadores en Damasco, 1511, Museo del Louvre. Se sabe que el ciervo con astas en el primer plano nunca existió en Siria.

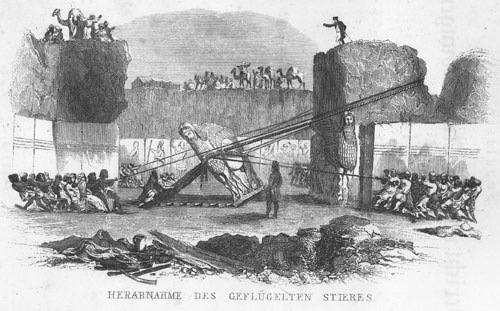
Grabado de Austen Henry Layard que describe el desmontaje de un monumento asirio

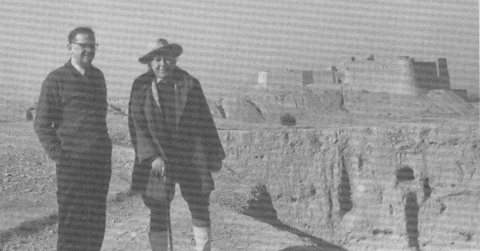
Los orientalistas Richard Frye y Roman Ghirshman ante un yacimiento arqueológico en Irán, 1966. Véanse más fotografías de orientalistas en Commons.

Orientalismo es un término polisémico que se usa tanto para designar a los estudios orientales, como para describir un modo occidental de inferiorizar a las culturas asiáticas con el fin de dominarlas, o designar a la representación, ya sea la imitación o mistificación de determinados aspectos de las culturas orientales en Occidente por parte de escritores, diseñadores y artistas occidentales, que terminaron por convertirse en tópicos estereotipados.

## Antecedentes
El término se refiere al Oriente, o que es procedente del Este, en contraste con el occidente u Oeste, y, a menudo, se conoce en Occidente como "una forma de realismo radical". El término "oriental" entró en el idioma castellano procedente del inglés y del francés (la palabra raíz es Oriens, L) "Oriens" se relaciona con varios significados:. la parte oriental del mundo, la parte del cielo en la que sale el sol, el este, el sol naciente y el amanecer. Junto con los conceptos geográficos de diferentes edades, su referencia de la "parte oriental" ha cambiado. Por ejemplo, cuando Chaucer escribió en el cuento Monk (1375), el "Oriente" se refiere a países situados inmediatamente al este del Mediterráneo o el sur de Europa; mientras que en Aneurin Bevan's In Place of Fear (1952), este término geográfico ya se había expandido a Asia Oriental - "el despertar de Oriente bajo el impacto de las ideas occidentales". Para el palestino Edward Said, la palabra «orientialismo» expresa un modo occidental de inferiorizar a las culturas asiáticas que "permite la dominación política, económica, cultural y social de Occidente no solo durante la época colonial, sino también en el presente".
El término "Orientalismo" es ampliamente utilizado en arte para referirse a las obras de los muchos artistas occidentales del siglo XIX , que se especializaron en temas "orientales", a menudo basándose en sus viajes a Asia Occidental . Los artistas, así como estudiosos ya fueron descritos como "orientalistas" en el siglo XIX, especialmente en Francia, donde el término, con un sentido más despectivo, se popularizó en gran medida por el crítico Jules-Antoine Castagnary. Tal desprecio no impidió que la Société des Peintres Orientalistes ("Sociedad de Pintores orientalistas") se fundara en 1893, con Jean-Léon Gérôme como presidente de honor. La palabra se usa con menos frecuencia como término para los artistas ingleses del siglo XIX. También se argumenta que "orientalismo" se utilizaba para hacer al este parecer "menos temible al Oeste".
Desde el siglo XVIII, "orientalista" ha sido el término tradicional para un estudioso de los temas orientales; sin embargo, el uso en inglés del orientalismo para describir la materia académica de "estudios orientales" es rara; el Diccionario Oxford cita solo un uso, por Lord Byron en 1812. La disciplina académica de los estudios orientales también se puede conocer como "estudios asiáticos".
En 1978, el erudito palestino-estadounidense Edward Said publicó su influyente y polémico libro, El Orientalismo, pues quería redefinir la palabra; el término se utilizaba para describir lo que él sostenía era una tradición occidental dominante, tanto académica y artística, ofreciendo interpretaciones de extranjeros ajenos a Oriente, sobre todo por las actitudes de Europa y su progresivo imperialismo en los siglos XVIII y XIX. Said fue crítico de esta tradición académica y de algunos estudiosos modernos, en especial Bernard Lewis. El Orientalismo de Said elabora conceptos de Antonio Gramsci sobre hegemonía y la teorización del discurso y la relación entre el conocimiento y el poder de Michel Foucault. Said se ocupó principalmente de analizar la literatura en un sentido más amplio, sobre todo literatura francesa. Otros, especialmente Linda Nochlin, han tratado de extender su análisis al arte, con resultados ambiguos. La obra de Said se convirtió en uno de los textos fundacionales del postcolonialismo o los estudios postcoloniales. Por otra parte, Edward Said señala al Orientalismo como "una idea de representación teórica única": "El Oriente es un escenario en el que todo el Oriente se limita". Said sostuvo, como otros estudioso no occidentales, sostuvo que el mundo llamado «desarrollado», que incluye principalmente la cultura occidental, es la causa del colonialismo. Stephen Howe, el autor de Empire, está de acuerdo en que las naciones occidentales, que antes eran los imperios, fueron las creadoras de los países subdesarrollados, dándoles forma mediante la extracción de la riqueza y el trabajo de muchas naciones débiles.

## Crítica al concepto
Refiriéndose no al estudio de la Edad Antigua, sino al de Oriente durante el período histórico del imperialismo europeo en la Edad Contemporánea (del siglo XVIII a mediados del XX -cuando se produce la descolonización-), el término "orientalismo" ha adquirido connotaciones negativas al implicar, en ciertos usos, interpretaciones prejuiciosas o anticuadas sobre las culturas y pueblos de Oriente. Este punto de vista fue articulado sobre todo por Edward Said (Orientalismo, 1978, Cultura e Imperialismo, 1993).
Siguiendo las ideas de Michel Foucault, Said se centra en las relaciones entre el poder y el conocimiento en la universidad y la opinión pública, en particular en las visiones europeas del mundo islámico. A través de una revisión comparativa e histórica de los trabajos universitarios y literarios orientalistas, analiza las relaciones de poder entre colonizados y colonizadores. Concluye que "Oriente" y "Occidente" operan como términos opuestos, construyéndose el concepto "Oriente" como una inversión negativa de la cultura occidental. Estas ideas han tenido gran repercusión en la perspectiva denominada tercermundista, y las obras de Said están entre los textos fundacionales de los estudios postcoloniales.

## Orientalismo en las artes

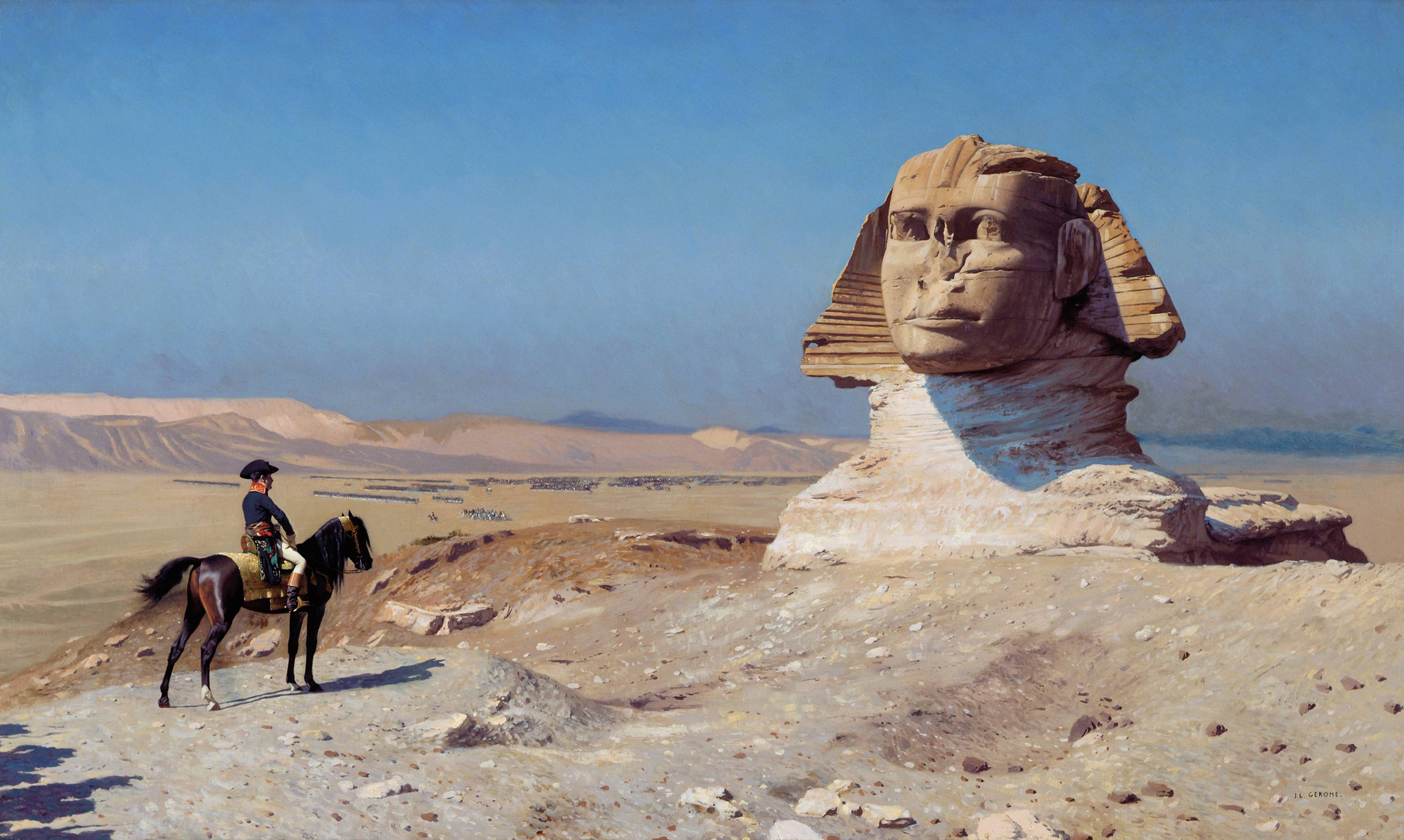
Napoleón ante la Esfinge, de Jean-Léon Gérôme, 1867-1868.

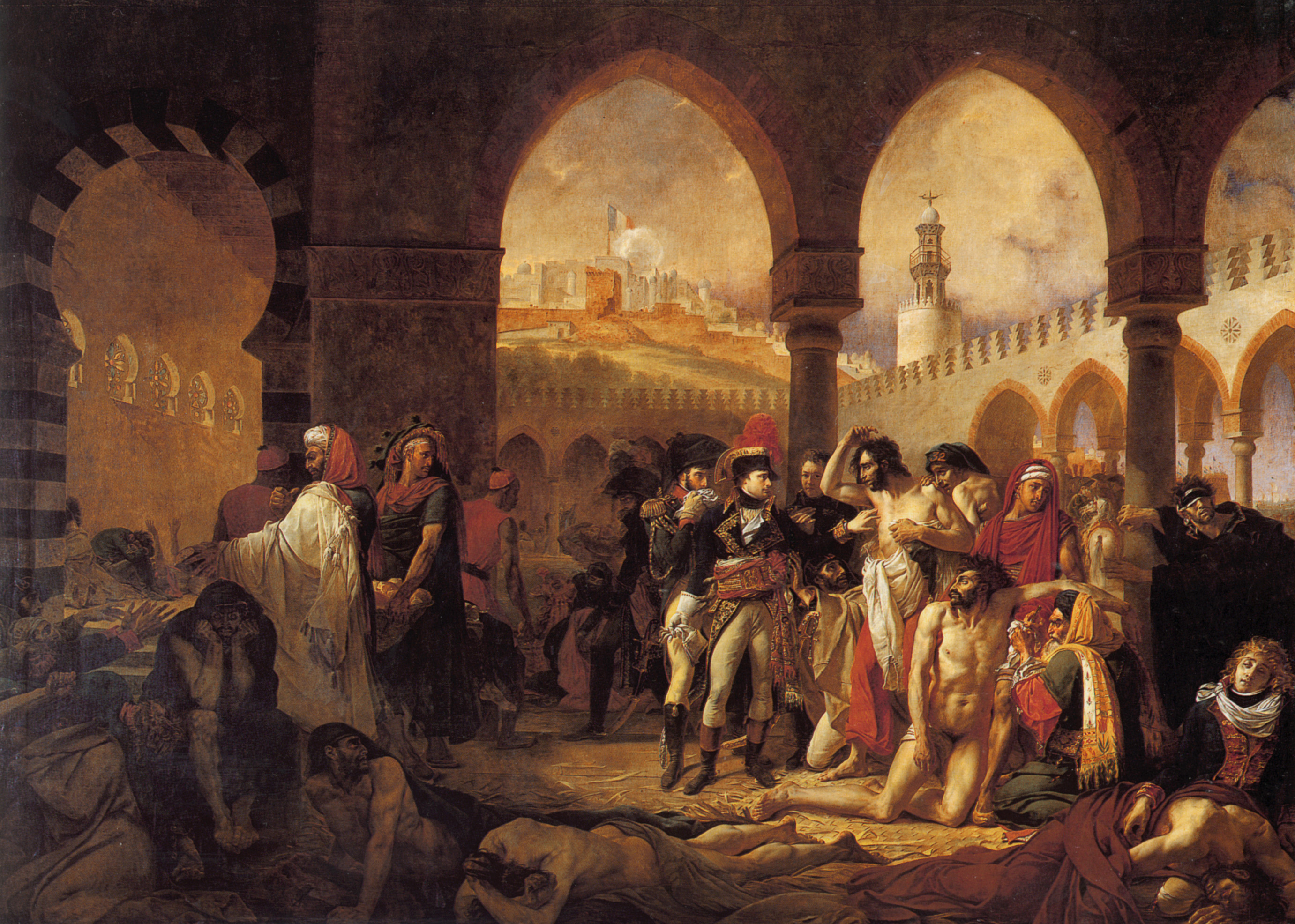
Napoleón visita a los apestados de Jaffa, Antoine-Jean Gros, 1804.

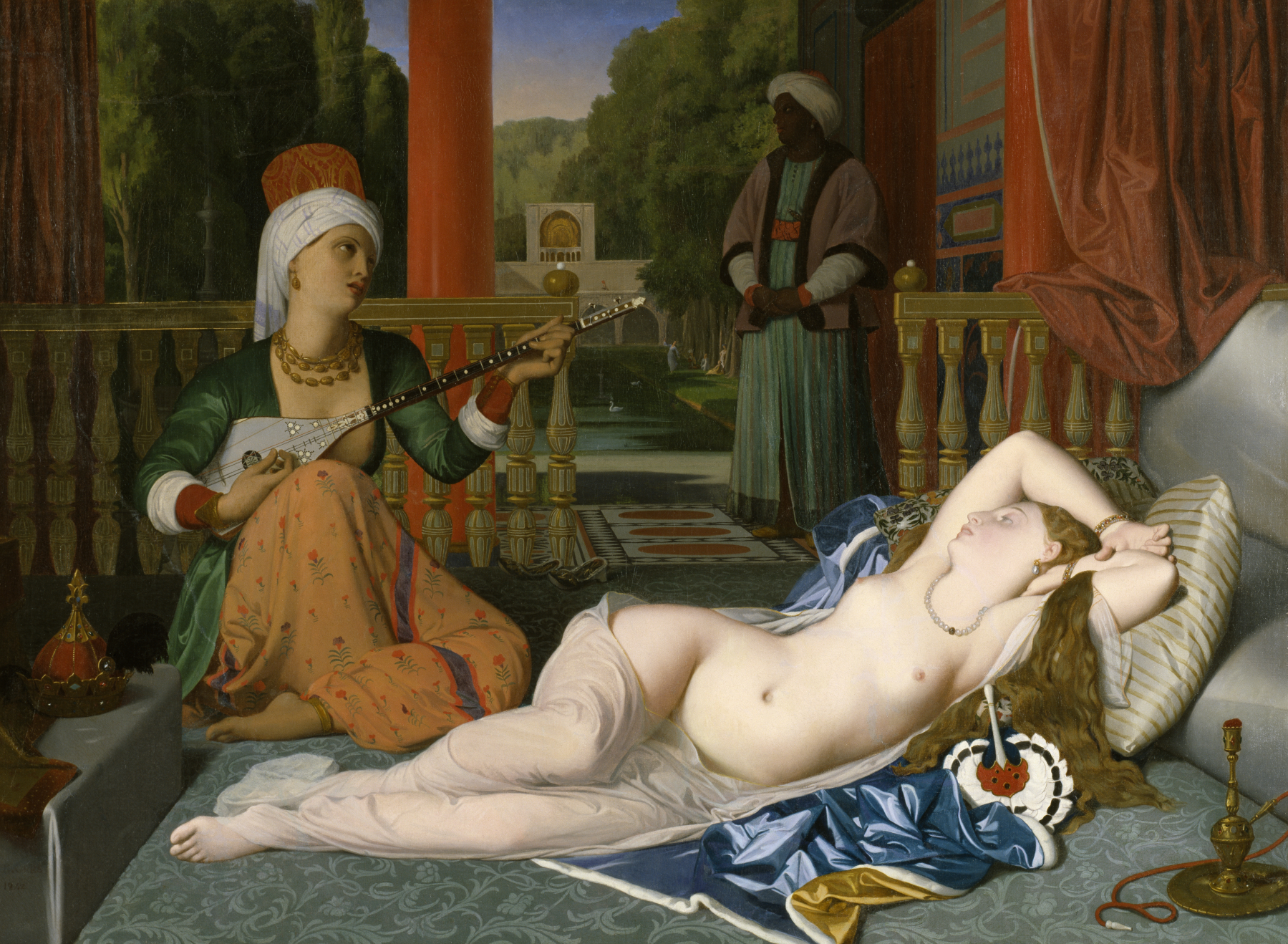
La odalisca y la esclava, de Dominique Ingres.

Mujeres de Argel, de Eugène Delacroix

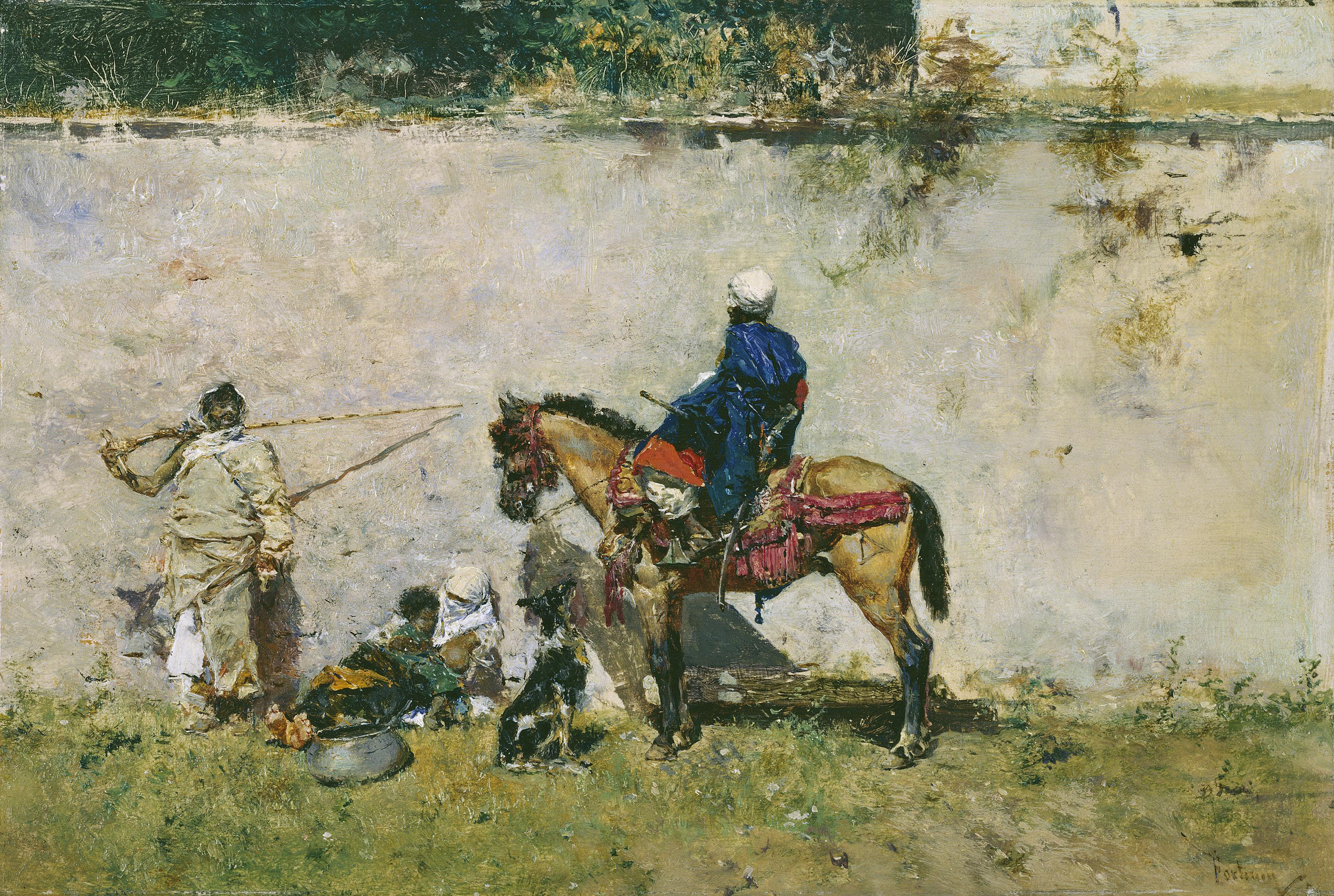
Marroquíes, de Mariano Fortuny, 1872-1874.

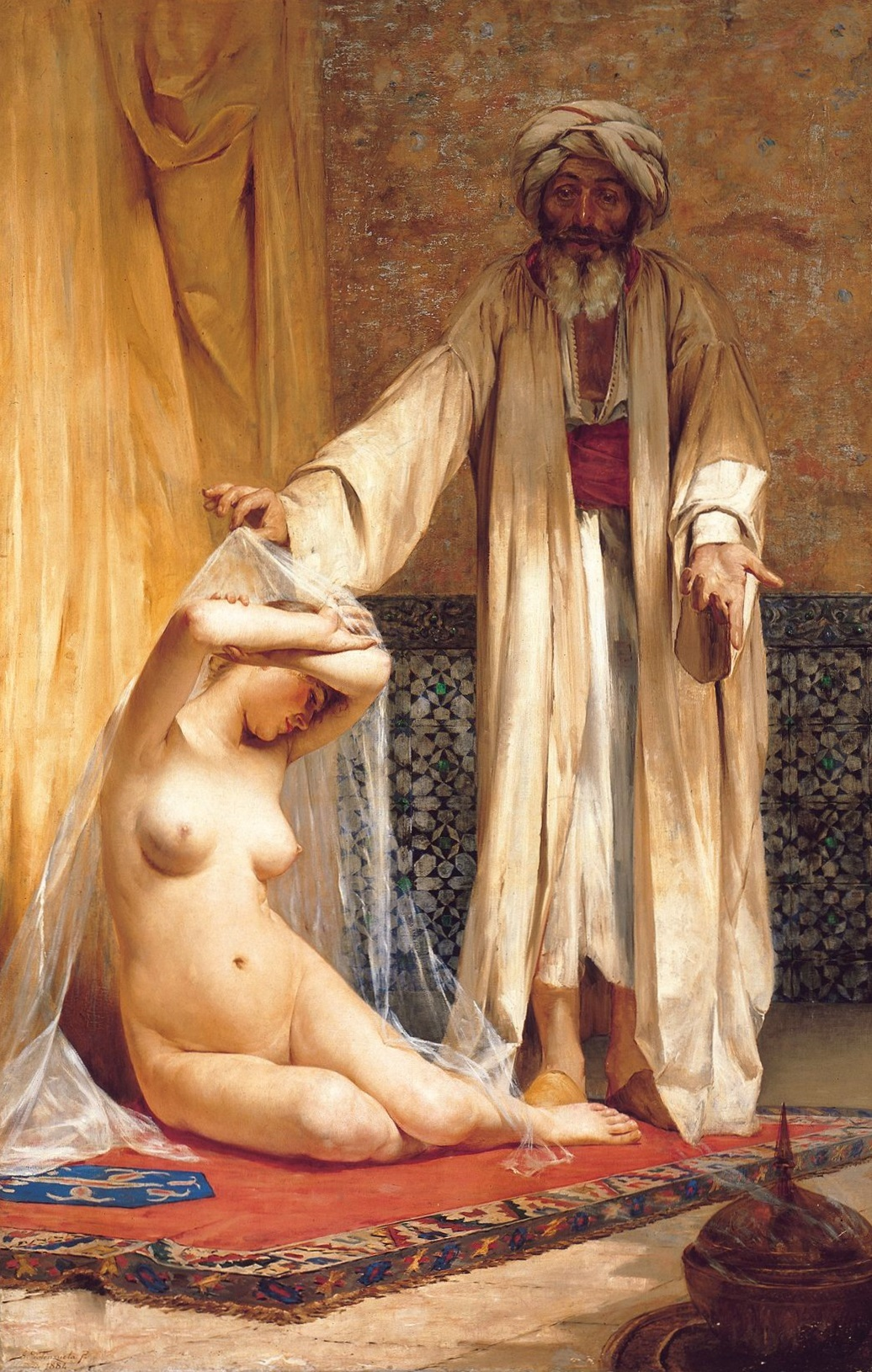
La perla del mercader (1884) Alfredo Valenzuela Puelma.

La campaña napoleónica en Egipto y Siria (1798–1801, que permitió las ulteriores investigaciones de Champollion), la guerra de independencia de Grecia (1821–1829, que desató una oleada de simpatía europea, y a la que acudió Lord Byron), la guerra de Crimea (1854–1855, durante la que se produjo la «carga de la Brigada Ligera») y la apertura del canal de Suez (1869, para cuya inauguración Verdi compuso Aida) contribuyeron a aumentar el interés por un exotismo profusamente documentado.
En el romanticismo, la seducción por el oriente cumplía el mismo papel de alejamiento de la realidad que el historicismo medievalista. Washington Irving encontró en Granada la conjunción de ambos (Cuentos de la Alhambra), contribuyendo a la generación del tópico del exotismo español. Mayor impacto tuvieron (posiblemente por su explícito erotismo) las traducciones de Richard Francis Burton (el Kama Sutra, 1883, y Las mil y una noches, 1885). El concepto de "oriente" que se da en estas obras operaba como un espejo de la propia cultura occidental, o como una forma de expresar sus aspectos ocultos o ilícitos, en clave decadentista. En la novela de Gustave Flaubert Salammbô la antigua Cartago es el opuesto a la antigua Roma: una raza y una cultura semitas opuestas a la latinidad, corruptora moralmente e imbuida de un erotismo peligrosamente atractivo. Su influencia se sumó a la configuración del imaginario antisemita que ya se había iniciado con el Judío errante de Eugenio Sue. La literatura exótica del imperialismo británico tuvo su máximo representante en Rudyard Kipling (Kim de la India, La carga del hombre blanco).
Se pueden encontrar representaciones de «moros» y «turcos» en el arte medieval, renacentista y barroco. Pero no fue hasta el siglo XIX cuando el orientalismo en las artes se convirtió en un tema establecido. En estas obras el mito del oriente exótico, decadente y corrupto está más plenamente articulado. Pintores como Eugène Delacroix, Jean-Léon Gérôme y Alexander Roubtzoff se recrearon en representaciones de todo tipo de escenas ambientadas en escenarios de los países árabes del norte de África y Oriente Medio. Tanto en los paisajes como en los interiores se acentuaban los aspectos exóticos y sensuales de contrastes entre el celaje y la luz deslumbrante del desierto y los tenebrosos interiores, los fanásticos colores de los ropajes y las carnaciones seductoras -en todos los tonos, del negro al blanco nacarado, pasando por el moreno-; especialmente en las escenas de los baños y los harenes, que permitían la representación voluptuosa de desnudos o semivestidos de las odaliscas en posturas de incitante laxitud. Cuando Jean Auguste Dominique Ingres, director de la francesa Académie de peinture pintó una visión muy colorista de un baño turco, hizo que este oriente erotizado se hiciera públicamente aceptable por su generalización difusa de las formas femeninas, que podrían haber sido todas ellas el mismo modelo. La sensualidad se veía aceptable en el exótico oriente. Este estilo tuvo su momento álgido en las Exposiciones universales de París de 1855 y 1867.
Algunos pintores orientalistas fueron:
- Jean Auguste Dominique Ingres (1780–1867)
- Eugène Delacroix (1798–1863)
- Théodore Chassériau (1819–1856)
- Eugène Fromentin (1820–1876)
- Jean-Léon Gérôme (1824–1904)
- Léon Belly (1827–1877)
- Willem de Famars Testas (1834-1896)
- Gustave Guillaumet (1840–1887)
- Alexandre Roubtzoff (1884–1949)

En España el principal ejemplo fue Mariano Fortuny (1838-1874), que viajó a Marruecos donde quedó prendado del pintoresquismo local. Temas marroquíes fueron igualmente tratados por Josep Tapiró (1836–1913) y Antonio Fabrés (1854–1938).
Con ello, es claro que el Oriente, dentro del que está Turquía, Grecia, Medio Oriente y el Norte de África, se volvió el centro de fijación e inspiración – por texturas, exotismo y color- para los diferentes artistas occidentales. Ésta fuente era referente y lugar de inspiración para varios artistas del periodo Barroco como Rembrandt, quienes se nutrían, a su vez, del erotismo opulento representado en las escenas del harem, cuyo valor en occidente además de introducir una nueva concepción del vestido y la sensualidad reposa en que cambió la manera de concebir la aproximación a lo erótico, pues en oriente era parte de la cultura y por consecuencia, cultivado y no prohibido. Carácter claramente marcado por la poca, o más vale nula, incidencia del Cristianismo en la cultura oriental.  También, los románticos marcaron sus contrastes y emoción en las tipologías orientales. Lo típico, o más vale el estereotipo de Oriente lo conforma: el color, lo exótico y lo sensual. 
Las obras orientalistas se concretan en las culturas islámicas, hebrea y otras de origen semita, pues eran estas las que visitaban los exploradores y viajeros, quienes, para el caso de los artistas franceses, se encantaron y concentraron gran parte de sus viajes en el Norte de África. Otra escena típica, que reposa y reitera en la sensualidad, como las del harem, son las odaliscas reposadas, mujeres que encarnaban el ideal y estereotipo de orientalismo. Sin embargo, la realidad es que a pesar de las postales y de la idealización del exotismo de Oriente, los Europeos tenían muy poco contacto real con este mundo, dado que el conocimiento de esta zona respondía básicamente a dos factores; por un lado,  a las campañas y conquistas militares, y por el otro, por unas rutas comerciales intermitentes. 
En este orden, la presencia europea en Egipto – a partir de la invasión y ocupación de las tropas francesas de Napoleón que duró de 1789 a 1801- atrajo un número importante de viajeros occidentales al Oriente, muchos de los que capturaron sus impresiones a través de la pintura y el grabado. Con esto, en el año de 1809 el gobierno francés público la primera edición, de 24 volúmenes, llamada Descripción de Egipto – description de l´Ègypte - en la cual se ilustró, entre otras,  topografía, vida silvestre; flora y fauna, arquitectura monumental del antiguo Egipto, y población.
Esta publicación fue la que más influenció dentro de las múltiples que intentaron documentar la cultura de esta región y su influencia sobre las artes decorativas francesas y la arquitectura, es innegable, pues en el Periodo Imperial inciden los motivos egipcios. A modo de ejemplo, en Francia, el monumento de París de Fontaine du Fellah es claramente un referente de la inspiración originada en Oriente. Sin embargo, Egipto trascendió por Europa, en términos de influencia, en varios imperios hay muestras de ellos cabe citar Rusia, con Las Puertas Egipcias de San Petersburgo y Reino Unido, con el Hall Egipcio de Londres.  
El carácter enciclopédico de la publicación Description de l´Ègypte, por lo demás muy distinguido del siglo XIX y de la era de las codificaciones, de la mano con las ilustraciones de los múltiples viajeros, tenían el objetivo primario de ser propaganda y soporte del imperialismo francés. Lo anterior, en vista de que Oriente era ilustrado como un espacio exótico, novedoso e inusual, pero en todo caso atrasado, carente de ley y bárbaro, situación de inferioridad mitigada por la conquista francesa, ocupación militar que más que imponer sobre Oriente las leyes napoleónicas, llevaba con sus nacionales la ilustración. 
Una pintura importante para analizar la mirada imperialista y de propaganda es obra de Antoine-Jean Gros (1771-1835) , uno de los pintores históricos predilectos de Napoleón, es el oleó “Napoleón visitando a los apestados de Jaffa”.  La citada obra representa el concepto de orientalismo en sí, pues, como dice Said, el orientalismo es un sistema construido por obras y autores y por ende un signo de poder de Europa. Con esto en mente, el artista Antoine-Jean Gros nunca visitó oriente, sin embargo, en su pintura se reconocen los vestidos exóticos, con los colores y telas características del Oriente construido por Europa, y además la arquitectura monumental propia de esas tierras. Siendo así, más que un collage con los ideales de Oriente la propaganda a favor del imperialismo francés se constituye con la visita del Emperador, Napoleón,  a los prisioneros afectados por la plaga en Jaffa. Esta imagen no solo remite al imaginario colectivo de la cristiandad, con el Emperador como fuente de poder divino y caritativo, en medio del caos y la crisis adyacente a una plaga. En este orden de ideas, en las oportunidades en los que los motivos desplegados de Oriente permitía incluir la cristiandad, los artistas hacían uso de ello. Lo anterior, fue tendencia de los artistas británicos, que al incorporar el referente religioso tenían la necesidad de conservar los parámetros de naturaleza inherentes a este tipo de motivos artísticos.
Esta cofluencia entre los elementos representativos de Oriente, como los vestidos y arquitectura, con la necesidad de plasmar la grandeza del Imperio continúo siendo motivo reiterado para aristas del Romanticismo. En este periodo, es necesario hablar de Eugène Delacroix (1798–1863), quien más allá de plasmar la crueldad y violencia de las situaciones de guerra y conquista en Egipto, lo hizo de la mano con los temas románticos como la fuerza incontrolable y las emociones extremas. 
Siendo así, resulta imposible hablar del orientalismo en las artes sin hablar de Eugéne Delacroix, pues no solo pintó in situ imágenes como las del Harem, sino que construyó su visión de Oriente a partir de su obra es el Orientalismo del que habla Said, dado que se dedicó a describir la realidad oriental a partir de las ideas políticas, naturalmente imperialistas, de los grandes colonizadores y por ende, “el examen imaginario de las realidades de Oriente se basaba, más o menos exclusivamente, en una conciencia occidental soberana”. Ello se refleja, por citar un ejemplo, en que las odaliscas a pesar del entorno colorido y exótico son de fisionomía europea. Otro motivo importante de la obra de Delacroix está marcada por el énfasis en la brutalidad militar, reflejado en los motivos, el contraste de colores y la emocionalidad en la pintura, pues con ello, también, evidenciaban la realidad de los conflictos andantes en este momento histórico: la guerra en Grecia por la independencia, la conquista francesa de Argelia y la Guerra de Crímea. 
Esta vivacidad en la pintura de Delacroix es posible porque el artista no se relegó en las imágenes documentadas en la Description de l´Ègypte, por el contrario, viajó más de una vez a estas tierras y visitó regiones como Egipto y Marruecos. Por tal razón, la experiencia del  día a día y la vida en cotidiana general se tomaron los motivos de la pintura de los artistas viajeros. 
El imaginario orientalista persistió en el arte hasta principios del siglo XX, como evidencian los desnudos orientalistas de Matisse.
El uso de Oriente como un telón exótico continuó en las películas, por ejemplo, en muchas de Rodolfo Valentino. Más tarde árabes ricos con togas se convirtieron en un tema popular, especialmente durante la crisis del petróleo de los años 1970. En los años 1990, el terrorista árabe se convirtió en la figura de villano preferida de las películas occidentales.[cita requerida]

## Fotografía Orientalista
Esta tendencia artística tiene una relación directa con los trabajos de los fotógrafos. El hecho es que numerosos fotógrafos pioneros se desplazan a aquellas latitudes, algunos con la intención de documentar monumentos o excavaciones arqueológicas (Du Camp, De Clerq, Salzman), otros con el deseo de captar con sus cámaras todo el exotismo de aquellos paisajes de sol y arena, y sin duda todos ellos dispuestos a superar cualquier dificultad. Egipto, Arabia, Tierra Santa, Líbano, Siria, Turquía y también el norte de África: Argelia, Túnez y Marruecos, quedaron reflejadas en aquellas imágenes que hoy agradecemos, muchas de ellas irrepetibles a causa de la destrucción de paisajes y monumentos, otras simplemente transformadas por el paso del tiempo.
Algunos nombres: Wilhelm Hammerschmidt; J. Pascal Sebah; Adolphe Braun, Hippolyte Arnoux; G. Lekegian; Felice Beato y Antonio Beato, Frank Mason Good , Edward L. Wilson; Luigi Fiorillo; Luigi M. Molinari;  Antoine Schier; Félix Bonfils, Francis Frith, Georges y Constantine Zangaki, en Egipto.
Garrigues en Túnez. Jean Geiser, Neurdein frères, Jacques Antoine Moulin, Alexandre Leroux en Argelia. Tancrede Dumas en Líbano. Francis Bedford y Bonfils en Palestina. Antoine Zilposche, Francis Frith, Pascal Sebah & Joailier y Abdullah frères en Turquía. Frank Mason Good, Francis Frith en Siria o A. Cavilla, John H.Mann y Albalat en Marruecos.